# Edgar Klier

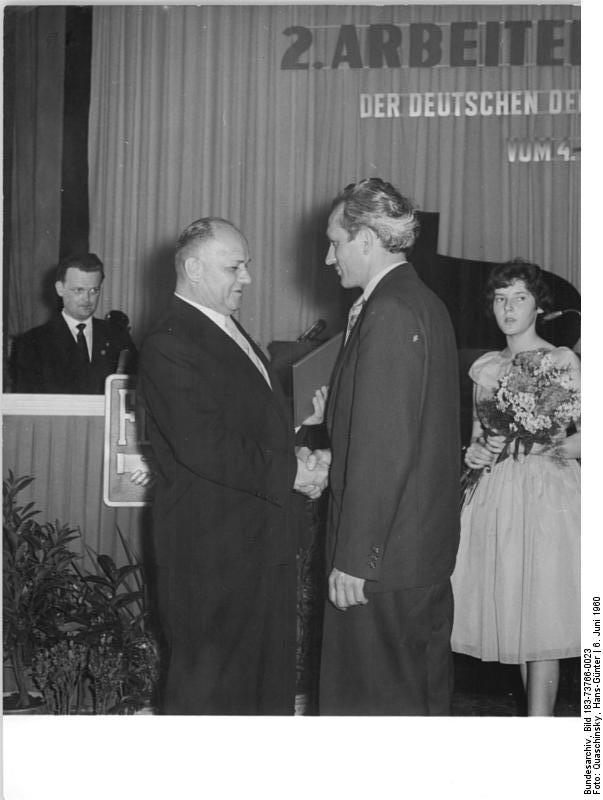
Walter Buchheim überreicht Edgar Klier den Kunstpreis des FDGB 1960 für sein Gemälde „Vor Ort“.

Edgar Klier (* 23. Februar 1926 in Zwickau; † 8. Juni 2015 in Zwickau) war ein deutscher Maler und Grafiker.

## Leben
Edgar Klier begann 1940 eine Lehre als Keramikmaler, welche er 1943 abschloss. Als erster eingetragener Schüler besuchte er von 1948 bis 1950 die Mal- und Zeichenschule in Zwickau bei Carl Michel und Karl-Heinz Schuster. An der Hochschule für Bildende Künste Dresden studierte er von 1951 bis 1955 bei Erich Fraaß, Heinz Lohmar, Max Erich Nicola und Rudolf Bergander. Nach dem Studium war er freischaffend tätig und widmete sich vordergründig den Themen Bergbau und Landschaft. Ab 1958 beteiligte er sich u. a. mit Karl Heinz Jakob, Erika Klier, Paul Schmidt-Roller, Käthe Walter und Erik Winnertz (1900–1977) unter dem Motto „Kunst hilft Kohle“ in einer „Künstlerbrigade“ an Studieneinsätzen vor allem im Zwickauer Steinkohlewerk Martin Hoop, wo sie Produktions- und Porträtstudien von Bergarbeitern machten.
Er betätigte sich auch als Zirkelleiter im Steinkohlenwerk Karl Marx sowie im Wismut Werk 536 der SDAG Wismut. Klier war Mitglied im Verband Bildender Künstler der DDR.
Er war ab 1951 mit der Malerin und Grafikerin Erika Klier verheiratet.

## Werke (Auszug)

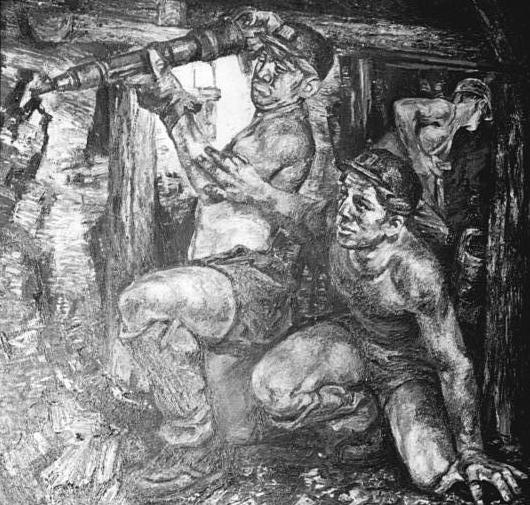
„Vor Ort“. Gemälde von Edgar Klier. Für das Werk wurde der Künstler mit dem Kunstpreis des FDGB 1960 ausgezeichnet.

- 1955 Produktionsberatung (Öl auf Leinwand, 156,5 × 215 cm, Galerie Neue Meister Dresden)[4]

- 1960 Vor Ort (122 x 127 cm, Öl auf Hartfaser, Gemäldegalerie Neue Meister, Inventar-Nr.: 3121)
- Junger Bergmann und Zwickauer Landschaft (Kunstsammlungen Chemnitz)
- 1962 Porträt Sepp Zach, Pinselzeichnung
- 1976 Erinnerung an Wolgograd, Öl

## Ausstellungen

### Einzelausstellungen
- 1973 Karl-Marx-Stadt
- 1975 Zwickau und Freiberg

### Beteiligung an zentralen und wichtigen regionalen Ausstellungen in der DDR
- 1954: Zwickau, Städtisches Museum, Künstler aus Zwickau[5]
- 1958/1959, 1962/1963, 1967/1968 und 1972/1973, Dresden, Vierte bis VI. Deutsche Kunstausstellung und VII. Kunstausstellung der DDR

- 1974, 1979 und 1985 Bezirkskunstausstellung Karl-Marx-Stadt
- 1963 Ausstellung 10 Jahre Architektur, bildende Kunst und bildnerisches Volksschaffen in Karl-Marx-Stadt[6]
- 1965 Kunstpreisträger des FDGB, Frankfurt (Oder)
- 1968 Sieger der Geschichte, Halle (Saale)
- 1971 Antlitz der Arbeiterklasse, Berlin
- 1982 Bildnis + Gruppe, Ausstellung der Sektion Maler und Grafiker des VBK/DDR, Karl-Marx-Stadt
- 1984 Retrospektive 1945–1984, Karl-Marx-Stadt
- ferner Nürnberg, Bulgarien, Rumänien und UdSSR

## Ehrungen
- Max-Pechstein-Preis der Stadt Zwickau, 1952
- Kunstpreis des Bezirks Karl-Marx-Stadt, 1957
- Kunstpreis des FDGB, 1960
- Kunstpreis des Bezirkes Karl-Marx-Stadt für eine Auftragsarbeit für die Industrie- und Handelskammer Karl-Marx-Stadt, 1960
- Kunstpreis der DDR 1961